# Mato Grosso do Sul
|  | No s'ha de confondre amb Mato Grosso. |

Mato Grosso do Sul és una de les 27 unitats federatives del Brasil. Es troba al sud de la regió del mig oest. Està limitat a cinc estats brasilers: Mato Grosso (nord), Goiás i Minas Gerais (nord-est), São Paulo (est) i Paraná (sud-est); i dos països sud-americans: Paraguai (sud i sud-oest) i Bolívia (oest). Està dividit en 79 municipis i ocupa unaàreade 357.145.532 km², comparable en grandària a Alemanya. Amb una població de 2.839.188 l'any 2021, Mato Grosso do Sul és el 21è estat més poblat del Brasil.
La capital i el municipi més poblat de Mato Grosso do Sul és Campo Grande. Altres municipis amb una població de més de 100.000 habitants són Dourados, Três Lagoas i Corumbá. L'extrem occidental de l'estat està cobert pel Pantanal; el nord-oest cobreix les planes; i l'est cobreix els altiplans amb les escarpades serralades de Bodoquen. Paraguai, Paraná, Paranaíba, Miranda, Aquidauana, Taquari, Negro, Apa i Correntes són els rius més importants. Les principals activitats econòmiques són l'agricultura (soja, blat de moro, cotó, arròs, canya de sucre); bestiar (boví de carn); mineria (ferro, manganès, pedra calcària); i indústria (alimentació, ciment, mineria).
El desig de desmembrar Mato Grosso do Sul de Mato Grosso va començar a les primeres dècades del segle xx, amb una revolta sota el lideratge del coronel João da Silva Barbosa, amb el resultat que els rebels van ser derrotats. El Nord sempre ha resistit, per por que l'estat es buidés econòmicament. Amb motiu de la revolució constitucionalista de 1932, el Sud s'adherí al moviment, amb la condició que, si guanyava, l'antic estat es dividiria. L'11 d'octubre de 1977 es va produir finalment el desmembrament de Mato Grosso do Sul, que el president Ernesto Geisel va elevar a la categoria deestat l'1 de gener de 1979, sent el primer governador jurat per Harry Amorim Costa, a més de l'Assemblea Constituent. L'esdeveniment de les primeres eleccions va tenir lloc només l'any 1982. Com a justificació de la ruptura del nou estat, el govern federal va argumentar que la gran superfície de l'antic estat dificultava la gestió, a més de la presentació dels veritables entorns naturals diferenciats.
La seva beguda típica és el tereré, que és el seu patrimoni immaterial, sent Mato Grosso do Sul també l'estat símbol d'aquesta beguda i el major productor de yerba mate a la regió Centre-Oest del Brasil. L'ús d'aquesta beguda, derivada de la yerba mate (Ilex paraguariensis), originària de l'altiplà meridional del Brasil, és d'origen precolombí. L'aqüífer guaraní forma part del subsòl de l'estat, Mato Grosso do Sul posseeix el major percentatge de l'aqüífer dins del territori brasiler.

## Geografia
La regió del Pantanal cobreix l'extrem Oest de l'Estat; les planes, el Nord-oest; i els altiplans i les muntanyes de la Serra de Bodoquena l'Est. Els rius Paraguai, Paraná, Paranaíba, Miranda, Aquidauana, Taquiri, Negro, Apa i Correntes són els principals de l'estat.

## Etimologia i lingüística
El terme "Mato Grosso do Sul" deriva del nom del veí "Mato Grosso", estat del qual va ser desmembrat quan es va crear. L'origen del terme "Mato Grosso" és incert, es creu que prové d'un nom indígena utilitzat per designar part de la regió: la paraula guaraní kaaguazú (kaa, "fusta", "bosc", i guazú, "gran". ", " voluminós "), que significaria, aproximadament, "Mato Grosso".
Com l'estat veí de Mato Grosso, l'ús oficial, a nivell local, sempre rebutja l'article definit al costat del nom de l'estat: diu "governo de Mato Grosso do Sul", "governador de Mato Grosso do Sul",  " . constitució de l'estat de Mato Grosso do Sul",  "a Mato Grosso do Sul".

## Economia
L'economia es basa en l'agricultura (soia, dacsa, cotó, arròs, canya de sucre); en la ramaderia i criança; en la mineria (ferro, manganès, pedra calcària); i la indústria alimentosa, de ciment i minera. La capital, Campo Grande, és responsable per més de 25% del PIB de l'estat.

### Turisme

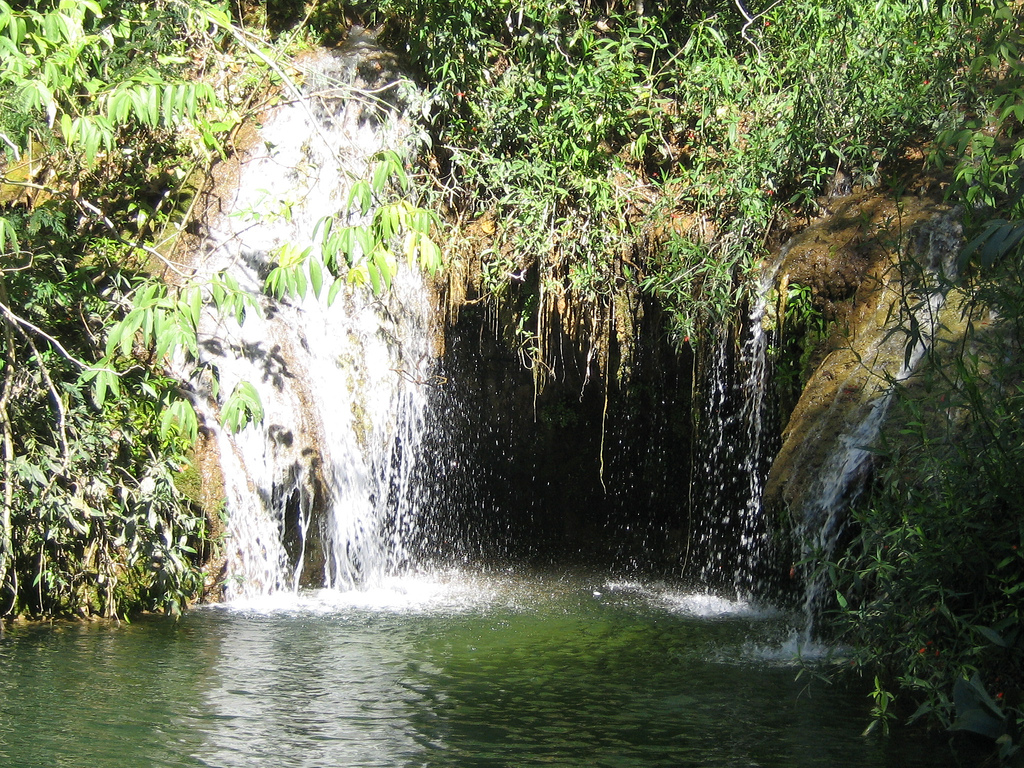
Esquerdada a Bonito.

L'estat té gran potencial principalment per a l'ecoturisme, destacant els paisatges naturals del Pantanal i de la ciutat de Bonito, amb els seus rius, coves i boscos. Campo Grande compta amb un modern aeroport internacional.

## Política
L'estat de Mato Grosso do Sul, com en una república, es regeix per tres poders, l'executiu, representat pel governador, el legislatiu, representat per l'Assemblea Legislativa de l'Estat de Mato Grosso do Sul, i el poder judicial, representat pel Tribunal de Justícia.Jutjat de l'Estat de Mato Grosso do Sul i altres tribunals i jutges.
A més dels tres poders, l' Estat també permet la participació popular en les decisions del govern mitjançant referèndums i plebiscits .
L'actual constitució estatal es va promulgar el 1989, amb esmenes derivades de les esmenes constitucionals posteriors .
El poder executiu del Mato Grosso do Sul està centralitzat en el governador estatal, que és elegit per sufragi universal i vot directe i secret per la població per a mandats de fins a quatre anys, i pot ser reelegit per un altre mandat.
A les eleccions de Mato Grosso do Sul de 2014, Reinaldo Azambuja es va presentar a governador del Partit de la Socialdemocràcia Brasilera (PSDB) i va derrotar a Delcídio Amaral a la segona volta.
A les eleccions de 2018 a Mato Grosso do Sul, Reinaldo Azambuja va ser reelegit governador, després d'una disputa amb el jutge Odilon
El poder legislatiu estatal és unicameral, constituït per l'Assemblea Legislativa de l'Estat de Mato Grosso do Sul, situada al Palau Guaicurus, al Parc dos Poderes, a Campo Grande. Està format per 24 diputats, que són elegits cada quatre anys. Al Congrés Nacional, la representació del Mato Grosso do Sul està formada per tres senadors i vuit diputats federals.
El poder judicial té la funció de jutjar, d'acord amb les lleis creades pel poder legislatiu i les normes constitucionals brasileres, essent compost de jutges, jutges i ministres . Actualment, el tribunal més gran del poder judicial de Mato Grosso do Sul és el Tribunal de Justícia de Mato Grosso do Sul.